# Îles Iamsk
Les îles Iamsk ou Iam (en russe : Ямские острова ; Iamskiye Ostrova) est un archipel situé à proximité de la côte dans le nord de la mer d'Okhotsk. Sur le plan administratif, elles appartiennent au raïon d'Ola de l'oblast de Magadan en Extrême-Orient russe.

## Géographie
Le groupe se trouve à environ 250 km à l'est de Magadan et à 10 km des rives de la péninsule de Piaguine.
L'île principale est l'île Matykil (остров Матыкиль). Elle mesure 6 km de long et 2,2 km de large. Toutes les autres îles sont beaucoup plus petites. Le point culminant de Matykil mesure 697 m,.
Les autres îles du groupe sont : Atykane (остров Атыкан), Barane (ru) (остров Баран), Khatemaliou (ru) (остров Хатемалью) et Kokontse (ru) (остров Коконце).

## Histoire
Entre 1852 et 1874, des baleiniers américains naviguaient autour des îles à la recherche des baleines boréales.

## Faune
Les lions de mer de Steller sont présents sur les îles, tandis qu'au printemps et en été, des millions d'oiseaux marins y nichent, dont environ six millions de stariques minuscules (peut-être la plus grande colonie au monde), plus de 900 000 fulmars boréaux et des dizaines de milliers de stariques perroquets ; le starique cristatelle niche également sur les îles.
Ces îles font partie de la réserve naturelle de Magadan, inscrite sur la liste indicative de l'Unesco.